# 印度共产党（马列）人民战争
印度共产党（马列）人民战争（英語：Communist Party of India (Marxist–Leninist) People's War），常被称为人民战争集团（People's War Group），是印度历史上的一个地下共产主义政党。该党的指导思想是马克思主义、列宁主义、毛泽东思想。1980年建立，1998年，印度共产党（马列）党团结并入该党，2004年9月21日，和印度毛主义共产主义中心合并组建印度共产党（毛主义）。该党是南亚毛主义政党和组织协调委员会成员。

## 历史
该党源于安得拉邦纳萨尔派的重新联结。康达帕利·西萨拉马亚等人组成的印度共产党（马列）安得拉邦委员会曾加入印度共产党（马列）中央组织委员会，后脱离，1980年4月22日，安得拉邦委和泰米尔纳德邦委合并建立该党。该党认为印度是半殖民地半封建社会，决心继续武装斗争和群众运动，不参与选举。该党最初主要限于建党地区，但后来扩大到安得拉邦其他区域、马哈拉施特拉邦、中央邦和奥里萨邦。
根据《刑法（修正案）》，该党于1992年5月在安得拉邦被取缔。1992年2月，印度内政部要求马哈拉施特拉邦、中央邦和奥里萨邦取缔该党。但该党在国家一级仍未被取缔。
1998年8月11日，印度共产党（马列）党团结并入该党，开始在喀拉拉邦、哈里亚纳邦和旁遮普邦建立邦委员会。1999年，该党三位中央委员被当局逮捕和杀害。2000年12月2日，该党创建人民游击军。这天是其三位中央委员被杀的周年忌日。2002年10月，该党发表一个声明，包含对印度三个邦的首席部长的死亡威胁。一年后，该党进行了一次暗杀钱德拉纳的行动。
2004年9月21日，该党与印度毛主义共产主义中心合并为印度共产党（毛主义）。2004年11月，大约15万人在海德拉巴举行支持两党合并的一个大规模集会。
2004年12月，根据《非法活动（预防）修正法》（2004），该党和其所有掩护机构被印度政府列为“恐怖组织”。

## 扩展阅读
- Ramana, P. V.  The Naxal challenge: causes, linkages, and policy options Pearson Education. 1 December 2008. ISBN 978-81-317-0406-6
- Öberg, Magnus. Resources, governance and civil conflict Routledge. 1st ed. 30 August 2007. ISBN 978-0-415-41671-9